# Steengracht

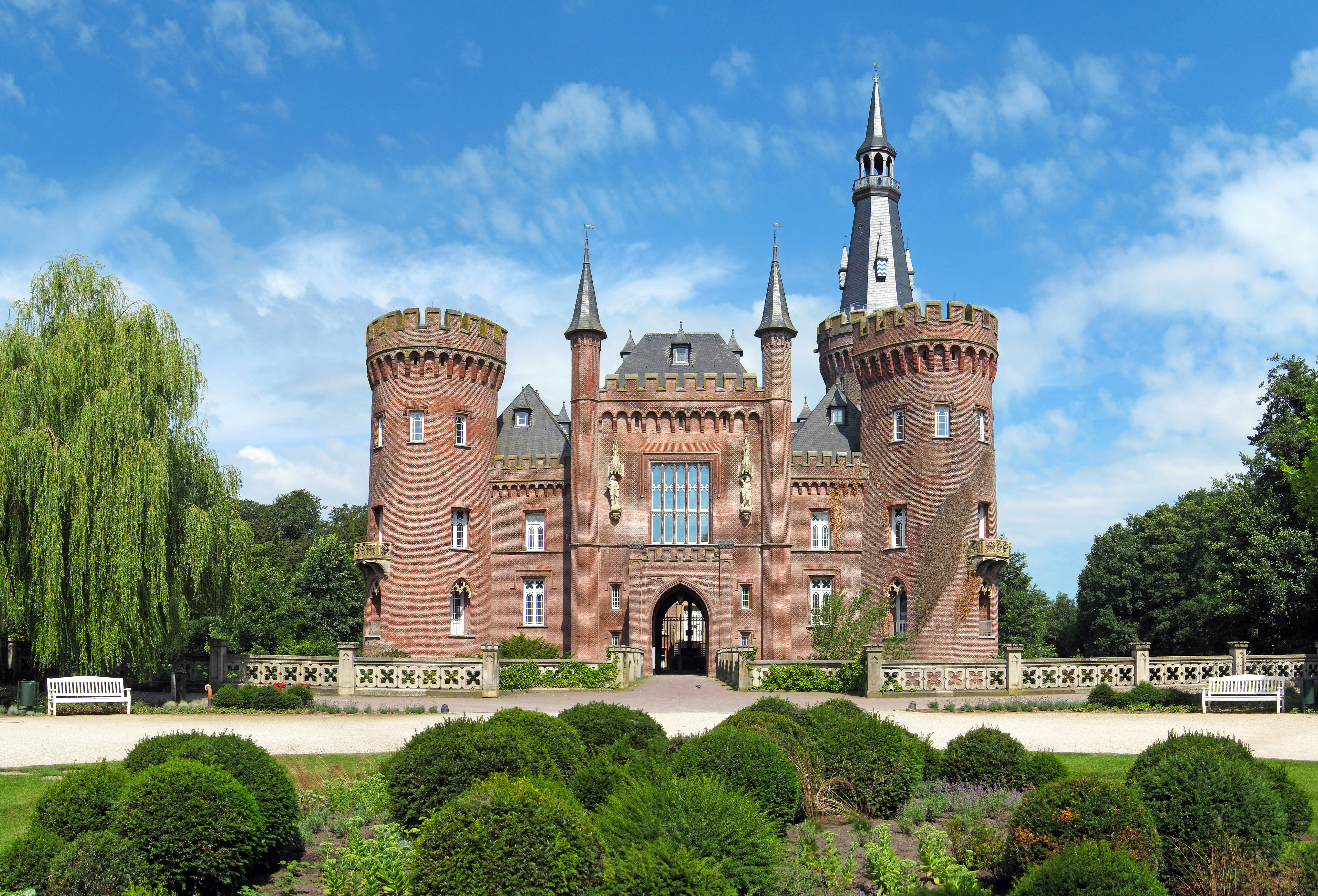
Slot Moyland

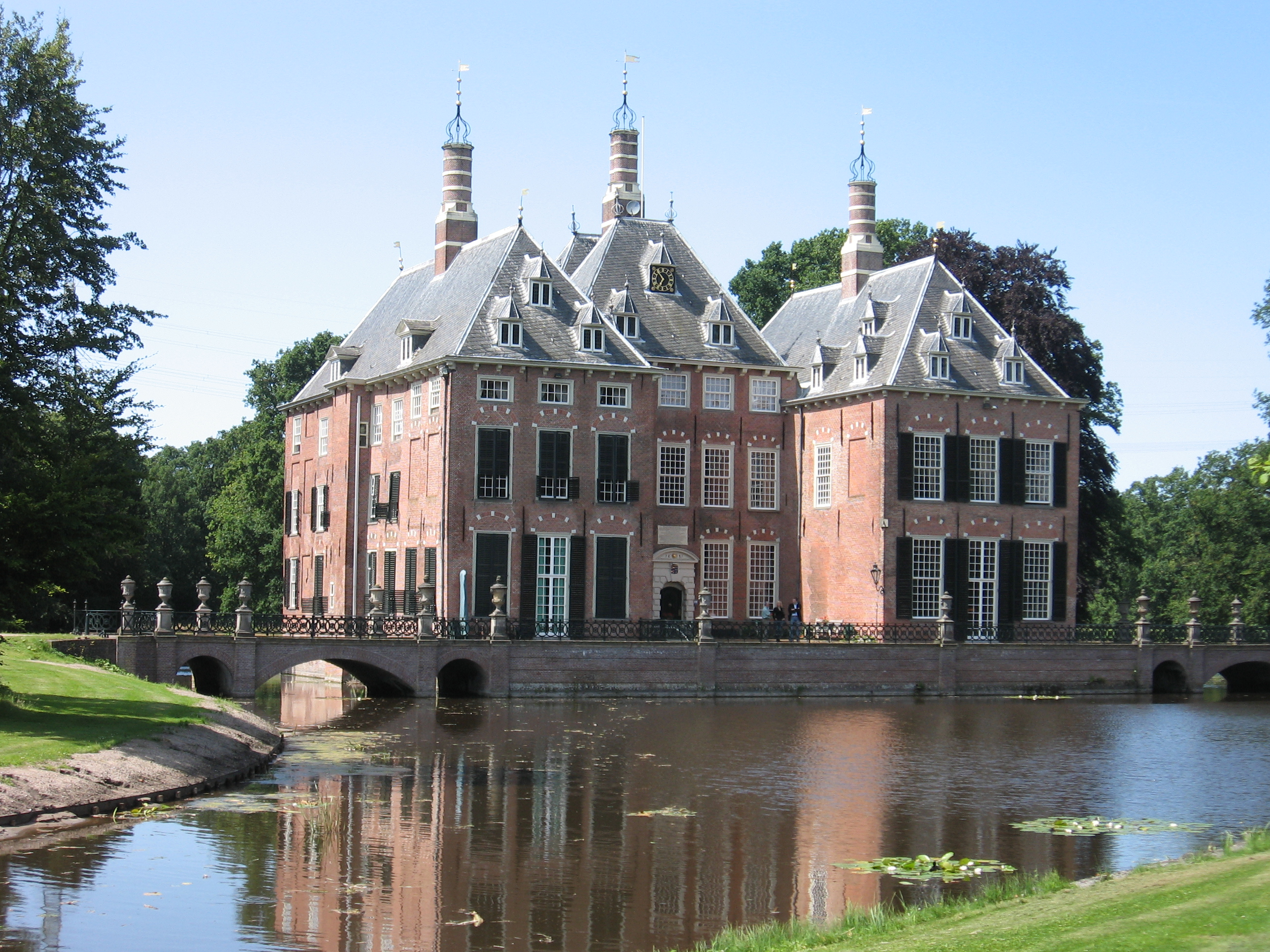
Kasteel Duivenvoorde

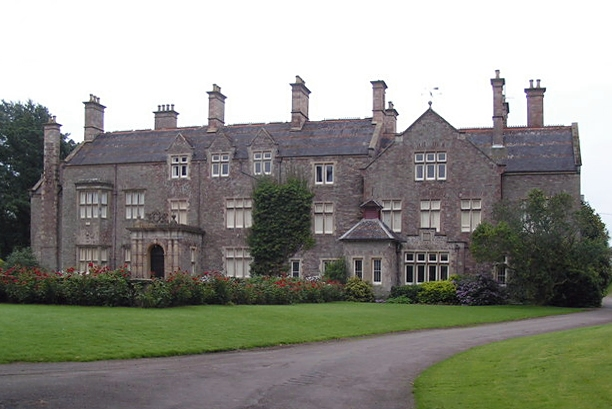
Cefntilla house, in bezit van de familie Steengracht sinds 2010

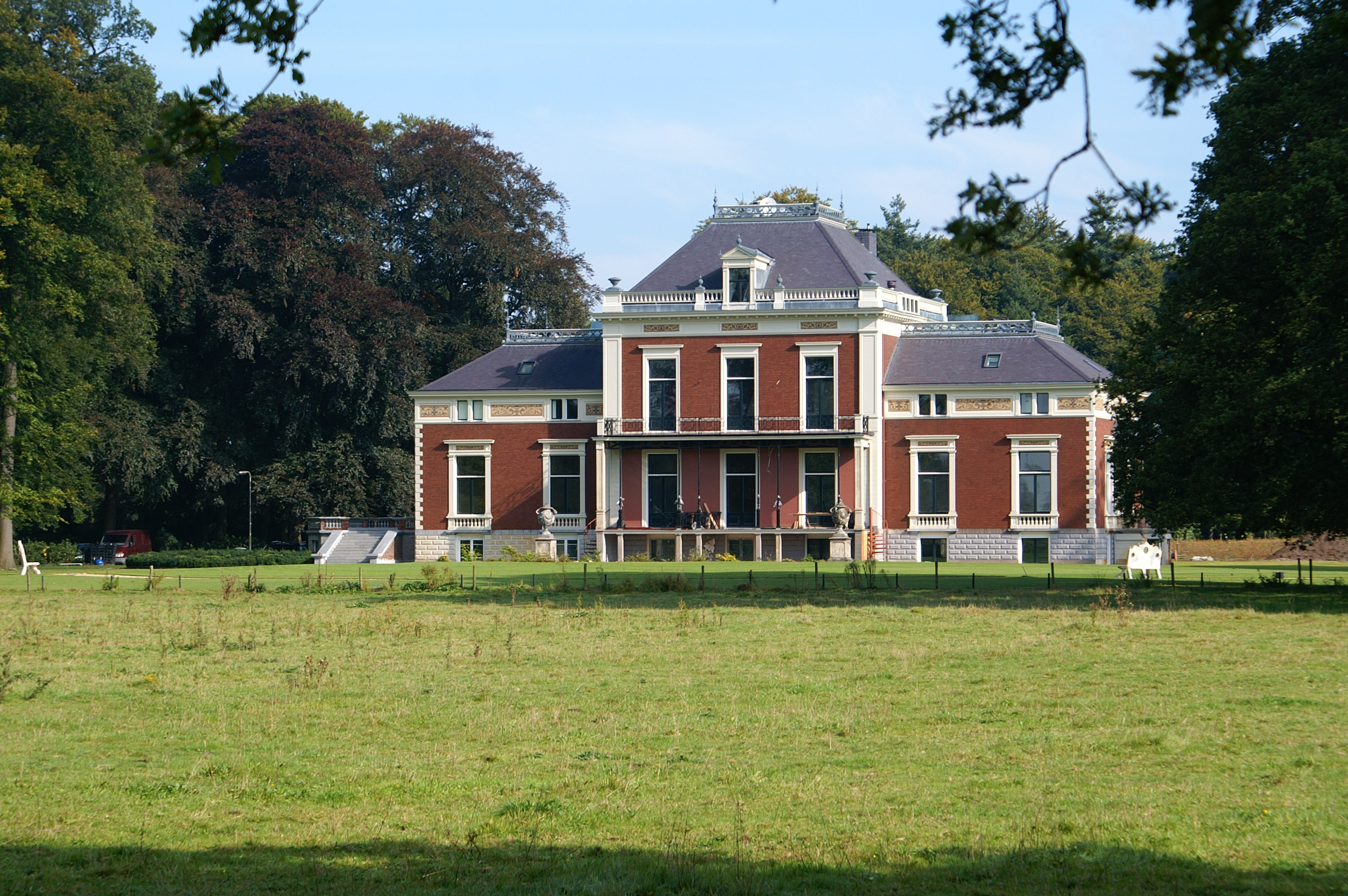
Landgoed Beerschoten

Steengracht wapen 1888

Steengracht (ook: Steengracht van Moyland en: Steengracht van Oostcapelle) is een Nederlandse familie waarvan leden sinds 1814 tot de Nederlandse adel behoren.

## Geschiedenis
De stamreeks begint met Jan Lievensz. († [1479]), schepen en burgemeester van Zierikzee. Hij was de eerste van vele bestuurders van die stad uit zijn geslacht. Zijn achterkleinzoon Jan Anthonisse de Oude ([1520]-1588) was de vader van Jan Anthonisse de Jonge (1546-1617), stamvader van het adellijke geslacht De Jonge en van diens broer mr. Hubrecht Jan Anthonisse Steengracht ([1555]-1618), de stamvader van de adellijke familie Steengracht.
Bij Souverein Besluit van 28 augustus 1814 werd Nicolaas Steengracht (1754-1840) erkend te behoren tot de Edelen van Zeeland. Aan diens achterkleinzoon, Nicolaas Adriaan Steengracht van Moyland, heer van Moyland, enz. (1834-1906) werd in 1888 de titel van baron verleend bij eerstgeboorte.

## Enkele telgen
mr. Adriaan Steengracht (1664-1719), secretaris van de Admiraliteit van Zeeland
- mr. Johan Steengracht, heer van Moyland (1692-1743); trouwde in 1718 met Anna Catharina van Pere, vrouwe van Oost- en West-Souburg (1700-1723)
  - mr. Adriaan Steengracht, vrijheer van de hooge heerlijkheid Wisch, heer van Moyland, Till, Ossenbruch, Huet, Wehl, Slangenburg, Terborgh, Oost- en West-Souburg en St. Aldegonde (1720-1773), in 1751 verheven tot Pruisisch graaf onder de naam Steengracht de Souburg, ongehuwd overleden
  - Cornelis Steengracht, heer van Oost- en West-Souburg (1723-1781)
    - Cornelia Jacoba Steengracht, vrouwe van Oost- en West-Souburg (1752-1821); trouwde in 1768 met Bernard Wilhelm Graf von der Goltz (1738-1795), Pruisische generaal-majoor
      - Frederic Adriaan graaf van der Goltz (1770-1849), gouverneur der Residentie en minister
- mr. Nicolaas Steengracht (1699-1756), pensionaris, raad, schepen en burgemeester van Veere
  - mr. Johan Steengracht (1727-1785), pensionaris en raad in de vroedschap van Veere; trouwde in 1754 met Jacoba Magdalena Ockersse, (sinds 1752 door erfenis van haar tante:) vrouwe van Oosterland, Sirjansland en Oosterstein (1731-1772), dochter van mr. Anthonie Ockersse (1702-1758) en Johanna Jacoba Loncque (1700-1752), de laatste zus van Susanna Maria Loncque, vrouwe van Oosterland, Sirjansland en Oosterstein (1699-1752)
    - jhr. mr. Nicolaas Steengracht, heer van Oosterland, Sirjansland en Oosterstein (1754-1840), lid van de Eerste Kamer; trouwde in 1777 met Johanna Petronella van der Poort, vrouwe van Oostcapelle (1754-1783)
      - jhr. mr. Johan Steengracht van Oostcapelle, heer van Moyland, Till, Ossenbruch en Oostcapelle (1782-1846), kunstverzamelaar
        - jhr. Nicolaas Steengracht, heer van Moyland, Santhorst, Till en Ossenbruch, heer in Oud- en Nieuw-Vossemeer en Vrijberghe (1806-1866), lid provinciale staten van Zuid-Holland; trouwde in 1830 met Henriette Jeanne Christine barones van Neukirchen genaamd Nyvenheim, vrouwe van Heerjansdam, Duivenvoorde, Voorschoten en Veur (1807-1849)
          - jkvr. Cornelie Marie Steengracht (1831-1906), dame du palais van koningin Emma; trouwde in 1855 met mr. Willem Assueer Jacob baron Schimmelpenninck van der Oye (1834-1886), lid gemeenteraad van 's-Gravenhage, opperceremoniemeester en grootmeester van koning Willem III
          - Nicolaas Adriaan baron Steengracht van Moyland, heer van Moyland, Ossenbruch en Till, heer in Oud- en Nieuw-Vossemeer en Vrijberghe (1834-1906), kamerheer i.b.d.; trouwde in 1868 met jkvr. Maria Theodora van Herzeele (1847-1895), lid van de familie Van Herzeele; hertrouwde in 1901 met Irene Theresia Lidvina Christina Paula Clara Edle von Kremer-Auenrode, vrouwe in Oud- en Nieuw-Vossemeer en Vrijberghe (1876-1930)
            - Hendrik baron Steengracht van Moyland (1869-1932); trouwde in 2e echt in 1904 met Olga Louise Charlotte van Braam (1882-1934), lid van de familie Van Braam
              - Henry Adolf Adriaan Gustav baron Steengracht van Moyland (1905-1977)
                - Henry Nicolaas Antony Westrouw Nigel baron Steengracht van Moyland (1930-1996)
                  - John Anthony Henry baron Steengracht van Moyland (1965), chef de famille

                - jhr. Jan Tewdyr Patrick Steengracht van Moyland (1933), portretschilder; trouwde in 1961 met the Hon. Cecile Somerset (1938), dochter van FitzRoy Richard Somerset, 4e baron Raglan (1885-1964)
                  - jhr. Henry Jan Berrington Steengracht van Moyland (1963), erfde in 2010 van zijn oom, de 5e baron Raglan, Cefntilla house

              - jhr. Johan Nicolaas Dingus Steengracht van Moyland (1907-1984)
                - jhr. Michael Steengracht van Moyland (1949), modeontwerper

              - jhr. Adolphe Reginald Steengracht van Moyland (1910-1992), marinepiloot en luchtvaartattaché; trouwde in 1958 met jkvr. Marie-Angèle de Meester de Betzenbroeck (1907-1996), telg uit de Belgische familie De Meester

            - jhr. Gustav Adolf Steengracht van Moyland, heer van Moyland, Ossenbruch en Till (1902-1969), nazi-bewindsman
              - jhr. Adrian Nicolaus Adolf Steengracht van Moyland, heer van Moyland, Ossenbruch en Till (1936), landeigenaar

          - jhr. mr. Hendrik Adolph Steengracht, heer van Duivenvoorde, Voorschoten en Veur, Oosterland, Sirjansland en Oosterstein (1836-1912), kamerheer van koning Willem III
          - jkvr. Henriette Steengracht, vrouwe in Oud- en Nieuw-Vossemeer en Vrijberghe (1839-1880)
          - jhr. mr. Gustaaf Steengracht, heer van Heerjansdam en Santhorst (1843-1908)

        - jhr. Hendrik Steengracht van Oosterland, heer van Oosterland, Sirjansland en Oosterstein (1808-1875), kamerheer van koningen Willem I en II, grootmeester van koning Willem III
        - jhr. Johan Willem Steengracht van Oostcapelle, heer van Oostcapelle (1815-1856), eigenaar van Landgoed Beerschoten
          - jkvr. Cornelia Johanna Steengracht (1853-1922); trouwde in 1874 met jhr. mr. Karel Antonie Godin de Beaufort, heer van Maarn en Maarsbergen (1850-1921), minister en lid van de familie De Beaufort
            - jhr. Johan Willem Godin de Beaufort, heer van Maarn en Maarsbergen (1877-1950)
              - jhr. Karel Pieter Antoni Jan Hubertus Godin de Beaufort, heer van Maarn en Maarsbergen (1934-1964), autocoureur

          - jkvr. Cécile Marie Steengracht (1855-1929); trouwde in 1881 met jhr. Gerrit Johan Anne Schimmelpenninck (1854-1929), burgemeester, lid van de Tweede Kamer
          - jhr. Joan Steengracht, heer van Oostcapelle (1856-1895), lid gemeenteraad en wethouder van De Bilt
            - jkvr. Henriette Marie Steengracht (1889-1940); trouwde in 1918 met jhr. Joan Huydecoper, heer van Maarsseveen (1887-1969), burgemeester, lid van de familie Huydecoper
            - jhr. Joan Willem Steengracht van Oostcapelle, heer van Oostcapelle (1891-1934); trouwde in 1926 met Anna Ruthera Kneppelhout (1898-1966), lid van de familie Kneppelhout
              - jhr. Jan Willem Steengracht van Oostcapelle, heer van Oostcapelle (1927-2001), lid van provinciale staten van Utrecht, lid van de Jachtraad
                - jhr. mr. Joan Willem Steengracht van Oostcapelle, heer van Oostcapelle (1956), meubelontwerper

              - jhr. Raymond Steengracht van Oostcapelle (1930-1996)
                - jhr. Alexander Steengracht van Oostcapelle (1963); trouwde met Edel barones van Utenhove (1968), bewoners van huis Klein Beerschoten

              - jkvr. Henriette Catharina Steengracht van Oostcapelle (1934); trouwde in 1962 met jhr. Frederic Willem Loudon (1937-2001), rentmeester, lid van de familie Loudon, bewoners van huis Beerschotervelt